# Moon Sung-min
Dans ce nom coréen, le nom de famille, Moon, précède le nom personnel.
Sung-Min Moon est un joueur sud-coréen de volley-ball né le 14 septembre 1986 à Pusan. Il mesure 1,98 m et joue attaquant. Il totalise 85 sélections en équipe de Corée du Sud.

## Clubs
| Club                  | Pays         | De        | À         |
| --------------------- | ------------ | --------- | --------- |
| Université de Kyŏnggi | Corée du Sud | 2005-2006 | 2007-2008 |
| VfB Friedrichshafen   | Allemagne    | 2008-2009 | 2008-2009 |
| Halkbank Ankara       | Turquie      | 2009-2010 | 2009-2010 |
| Hyundai Skywalkers    | Corée du Sud | 2010-2011 | ...       |

## Palmarès

### En sélection
- Championnat d'Allemagne (1)
  - Vainqueur : 2009.
- Championnat de Corée du Sud (2)
  - Vainqueur : 2017, 2019.
  - Finaliste : 2014, 2016, 2018.
- Coupe de Corée du Sud (2)
  - Vainqueur : 2010, 2017.

### En club
- Jeux asiatiques (1)
  - Vainqueur : 2006.
  - Finaliste : 2018.
- Championnat d'Asie et d'Océanie (0)
  - Finaliste : 2008.
- Championnat d'Asie et d'Océanie des moins de 21 ans (1)
  - Vainqueur : 2004.